# Pseudobeta doris
Pseudobeta doris là một loài bọ cánh cứng trong họ Cerambycidae.